# Psychopsis coelivaga
Psychopsis coelivaga is een insect uit de familie van de Psychopsidae, die tot de orde netvleugeligen (Neuroptera) behoort. 
Psychopsis coelivaga is voor het eerst wetenschappelijk beschreven door Francis Walker in 1853.